# Madisonville (Louisiana)
Madisonville és una població dels Estats Units a l'estat de Louisiana. Segons el cens del 2000 tenia 677 habitants.

## Demografia
Segons el cens del 2000, Madisonville tenia 677 habitants, 302 habitatges, i 186 famílies. La densitat de població era de 107,1 habitants/km².
Dels 302 habitatges en un 21,9% hi vivien nens de menys de 18 anys, en un 44,7% hi vivien parelles casades, en un 10,6% dones solteres, i en un 38,4% no eren unitats familiars. En el 31,8% dels habitatges hi vivien persones soles el 8,9% de les quals corresponia a persones de 65 anys o més que vivien soles. El nombre mitjà de persones vivint en cada habitatge era de 2,24 i el nombre mitjà de persones que vivien en cada família era de 2,81.
Per edats la població es repartia de la següent manera: un 19,2% tenia menys de 18 anys, un 8,7% entre 18 i 24, un 28,8% entre 25 i 44, un 29,5% de 45 a 60 i un 13,7% 65 anys o més.
L'edat mediana era de 42 anys. Per cada 100 dones de 18 o més anys hi havia 100,4 homes.
La renda mediana per habitatge era de 50.625 $ i la renda mediana per família de 57.083 $. Els homes tenien una renda mediana de 41.042 $ mentre que les dones 19.375 $. La renda per capita de la població era de 25.114 $. Entorn del 4,5% de les famílies i el 7,2% de la població estaven per davall del llindar de pobresa.

## Poblacions més properes
El següent diagrama mostra les poblacions més properes.